# Siemens NF 10
Siemens/DUEWAG NF10 − niskopodłogowy typ tramwaju z serii Combino, wyprodukowany przez koncern Siemens AG dla niemieckiego przedsiębiorstwa komunikacyjnego Rheinbahn Düsseldorf. W Düsseldorfie nazywany Silberpfeil - 
niem. Srebrna Strzała.
W związku z planowaną wymianą taboru tramwajowego typu Düwag GT8 przez Rheinbahn Düsseldorf, zlecono koncernowi Siemens AG wyprodukowanie tramwaju specjalnie dla Düsseldorfu, który będzie dłuższy niż dotychczas używane wagony Düwag GT8 + doczepy B4. W rezultacie prac konstruktorskich powstał, osadzony na pięciu wózkach, 39-metrowy tramwaj zdolny zabrać na pokład 234 osoby (4/m²). Oznaczenie nazwy NF10 jest skrótem od niem. Niederflur - czyli niskopodłogowy, 10 oznacza dziesięć osi. Tramwaj posiada 7 członów, sześć podwójnych drzwi (w układzie 2-0-1-0-2-0-1). Przedsiębiorstwo Rheinbahn Düsseldorf ostatecznie zamówiło 36 takich tramwajów. Tramwaje otrzymały zakres numeracji: #2001 - #2036. Dostawę tramwajów rozpoczęto w lipcu 2000 roku. Wagony wyposażono w elektronikę firmy Vossloh Kiepe GmbH. Tramwaje nie mogą poruszać się na liniach biegnących w tunelu.